# Comuna Korinețke, Talalaiivka
Korinețke (în ucraineană Корінецьке) este o comună în raionul Talalaiivka, regiunea Cernihiv, Ucraina, formată din satele Korinețke (reședința) și Mîhuriv.

## Demografie
Componența lingvistică a comunei Korinețke
     Ucraineană (99,43%)
     Alte limbi (0,57%)
Conform recensământului din 2001, majoritatea populației comunei Korinețke era vorbitoare de ucraineană (99,43%), existând în minoritate și vorbitori de alte limbi.